# 溫德塔爾山
47°7′51″N 12°9′43″E / 47.13083°N 12.16194°E

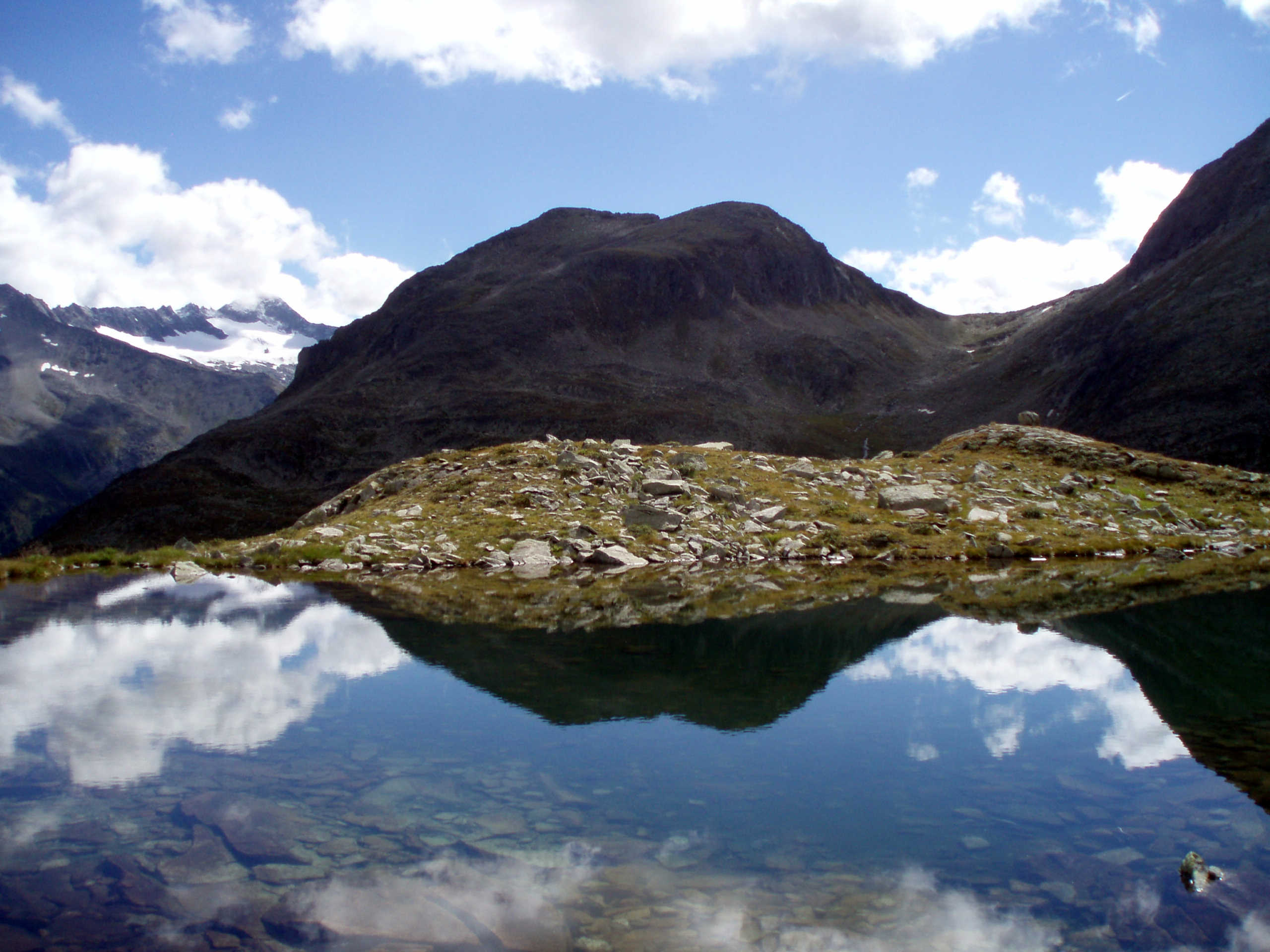

溫德塔爾山（德語：Windtalkopf），是奧地利的山峰，位於該國中部，由薩爾茨堡州負責管轄，屬於齊勒塔爾阿爾卑斯山脈的一部分，處於格勞卡爾山西南面，海拔高度2,633米。